# Dyskografia Redmana
Dyskografia amerykańskiego rapera Redmana zawiera siedem studyjnym albumów, dwadzieścia trzy single oraz listę soundracków.

## Albumy

### Albumy studyjne
| Rok  | Tytuł                                                               | Pozycja | Pozycja  | Status (RIAA) |
| Rok  | Tytuł                                                               | U.S.    | U.S. R&B | Status (RIAA) |
| ---- | ------------------------------------------------------------------- | ------- | -------- | ------------- |
| 1992 | Whut? Thee Album - Wydany: 22 września 1992 - Wytwórnia: Def Jam    | 49      | 5        | Złoto         |
| 1994 | Dare Iz a Darkside - Wydany: 22 listopada 1994 - Wytwórnia: Def Jam | 13      | 1        | Złoto         |
| 1996 | Muddy Waters - Wydany: 10 grudnia 1996 - Wytwórnia: Def Jam         | 12      | 1        | Złoto         |
| 1998 | Doc’s da Name 2000 - Wydany: 24 listopada 1998 - Wytwórnia: Def Jam | 11      | 1        | Platyna       |
| 2001 | Malpractice - Wydany: 22 maja 2001 - Wytwórnia: Def Jam             | 4       | 1        | Złoto         |
| 2007 | Red Gone Wild - Wydany: 27 marca 2007 - Wytwórnia: Def Jam          | 7       | 1        |               |

### Jako Method Man & Redman
| Rok  | Tytuł                                                     | Pozycje | Pozycje  | Status (RIAA) |
| Rok  | Tytuł                                                     | U.S.    | U.S. R&B | Status (RIAA) |
| ---- | --------------------------------------------------------- | ------- | -------- | ------------- |
| 1999 | Blackout! - Wydany: 28 września 1999 - Wytwórnia: Def Jam | 3       | 1        | Platyna       |
| 2009 | Blackout! 2 - Wydany: 19 maja 2009 - Wytwórnia: Def Jam   | 7       | 2        |               |

### Jako Def Squad
| Informacje                                                                     |
| ------------------------------------------------------------------------------ |
| El Niño - Wydany: 30 czerwca 1998 - Status: Złoto - Single: "Full Cooperation" |

## Mixtape
- Ill At Will Vol. 1 (2004)
- Ill at Will Vol. 2 (2005)
- Live from the Bricks (2007)
- Red Rum (2010)

## Soundtracki
- Godziny szczytu (1998)
- Superzioło (2001)
- Godziny szczytu 2 (2001)
- Biker Boyz (2003)

## Single
| Rok  | Tytuł                                            | Pozycja    | Pozycja | Pozycja | Album                                        |
| Rok  | Tytuł                                            | US Hot 100 | US R&B  | US Rap  | Album                                        |
| ---- | ------------------------------------------------ | ---------- | ------- | ------- | -------------------------------------------- |
| 1992 | "Blow Your Mind"                                 | –          | 42      | 1       | Whut? Thee Album                             |
| 1993 | "Time 4 Sum Aksion"                              | –          | 63      | 1       | Whut? Thee Album                             |
| 1993 | "Tonight's da Night"                             | –          | 78      | 20      | Whut? Thee Album                             |
| 1994 | "Rockafella"                                     | –          | 62      | 10      | Dare Iz a Darkside                           |
| 1995 | "Can't Wait"                                     | 94         | 61      | 11      | Dare Iz a Darkside                           |
| 1995 | "How High" (z Method Man)                        | 13         | 10      | 2       | The Show: The Soundtrack                     |
| 1996 | "Funkorama"                                      | 81         | 51      | 12      | Insomnia: The Erick Sermon Compilation Album |
| 1996 | "It's Like That (My Big Brother)" (gość. K-Solo) | 95         | 40      | 11      | Muddy Waters                                 |
| 1997 | "Whateva Man" (gość. Erick Sermon)               | 42         | 18      | 3       | Muddy Waters                                 |
| 1997 | ""Pick It Up""                                   | –          | 69      | –       | Muddy Waters                                 |
| 1998 | "I ll Bee Dat"                                   | –          | 50      | 30      | Doc’s da Name 2000                           |
| 1999 | "Da Goodness"                                    | –          | 50      | 9       | Doc’s da Name 2000                           |
| 1999 | "Let Da Monkey Out"                              | –          | 99      | –       | Doc’s da Name 2000                           |
| 1999 | "Da Rockwilder" (z Method Man)                   | –          | 51      | 14      | Blackout! i How High                         |
| 1999 | "Tear It Off" (z Method Man)                     | –          | 52      | 16      | Blackout!                                    |
| 2000 | "Y.O.U." (z Method Man)                          | –          | 69      | 18      | Blackout!                                    |
| 2001 | "Let's Get Dirty (I Can't Get In Da Club)"       | 97         | 46      | 9       | Malpractice                                  |
| 2001 | "Part II" (z Method Man i Toni Braxton)          | 72         | 28      | 5       | How High                                     |
| 2001 | "Smash Sumthin'"                                 | –          | 87      | 24      | Malpractice                                  |
| 2007 | "Put It Down"                                    | 102        | –       | –       | Red Gone Wild                                |
| 2009 | "A-Yo" (z Method Man)                            | –          | 113     | –       | Blackout! 2                                  |
| 2009 | "Mrs. International" (z Method Man)              | –          | –       | –       | Blackout! 2                                  |
| 2010 | "Coc Back" (gość. Ready Roc)                     | –          | –       | –       | Reggie                                       |
| 2010 | Oh My                                            | –          | –       | –       | Reggie                                       |